# Anadia FC
Der Anadia FC ist ein portugiesischer Fußballverein aus der Stadt Anadia.

## Geschichte
Der Anadia FC gründete sich am 19. November 1926 und spielte lange Zeit nur im unterklassigen regionalen Amateurbereich. 1990 stieg die Wettkampfmannschaft erstmals in die seinerzeit drittklassige Segunda Divisão auf. Nach dem sofortigen Wiederaufstieg folgte der erneute Abstieg, lange Zeit spielte die Mannschaft anschließend in der Terceira Divisão. In der Spielzeit 2007/08 gelang die kurzzeitige Rückkehr in die Drittklassigkeit, in die die Mannschaft 2010 erneut aufstieg. In den folgenden Jahren spielte sie meist gegen den Abstieg, ehe sie sich im mittleren Tabellenbereich etablierte. 2019 verpasste sie mit einem Punkt Rückstand auf UD Vilafranquense die Aufstiegsspiele zur zweitklassigen Segunda Liga. Zwei Jahre später überstand der Klub eine Ligareform in der dritthöchsten Spielklasse. Die Saison 2023/24 beendete der Verein auf dem 9. Platz in der Gruppe B.

## Persönlichkeiten
- António José Conceição Oliveira, genannt Toni, (* 1948), Jugendspieler bei Anadia FC, später u. a. bei Académica de Coimbra und Benfica Lissabon aktiv. Er absolvierte von 1969 bis 1978 insgesamt 33 A-Länderspiele für Portugal und war nach seinem Karriereende national und international als Trainer tätig. Der ehemalige Mittelfeldspieler trainierte u. a. Benfica Lissabon, Girondins Bordeaux, den FC Sevilla sowie al Ahly Kairo.